# Стојан Ђурић
Стојан Ђурић (Велика Плана, 13. мај 1962) српски је сликар.
Факултет ликовних уметности завршио је у Београду, где је завршио и магистарске студије. Члан је УЛУС-а. Живи и ради у Београду и Великој Плани.
Имао је 45 самосталних изложби и преко 200 колективних у земљи и иностранству. Добитник је многобројних награда и учесник многих ликовних колонија. Дела му се налазе у јавним и приватним колекцијама у земљи и иностранству.